# Ahmed Bahnini
Ahmed Bahnini (arabisch أحمد بحنيني, DMG Aḥmad Baḥnīnī; * 1909 in Fès; † 10. Juli 1971 in Rabat, Marokko) war vom 13. November 1963 bis zum 7. Juni 1965 Premierminister von Marokko. Außerdem war er Präsident des Obersten Gerichtshofes und bis zu seinem Tod Tourismusminister.
Er wurde während eines versuchten republikanischen Putsches (Skhirat-Putsch) gegen König Hassan II. am 10. Juli 1971 bei Skhirat in der Nähe von Rabat getötet. Der König hatte zum Geburtstag in seinem Palast geladen, als die Soldaten in die Masse der Gäste schossen.